# Inversión extranjera directa en América Latina

Latinoamérica

La actividad de inversión extranjera directa (IED) en Latinoamérica marcó una tendencia al azar  sobre todo a partir del año 2000. En 2012 la IED entrante según el organismo económico CEPAL fue de 173,361 millones de dólares, un verdadero récord, considerando que la inversión extranjera directa entrante entre el año 2000 y el 2006 sumaron tan solo 68,183 Millones de dólares.
Las mayores economías receptoras y exportadoras de inversiones continúan siendo lideradas por Brasil seguido por México y Chile, aunque la tendencia es a la desaceleración en las economías de Brasil y México, mostrando una variación negativa de su ingreso de inversiones de hasta un -34,9%, por el contrario Chile muestra una acelerada y creciente captación de inversiones registrando una variación positiva de 32,2% el 2012, situándose como la segunda economía latinoamericana en captación de inversión el 2012, y en la primera economía con más inversiones relativas como porción del PIB y per cápita.
Además, la creciente llegada de inversiones foráneas a Latinoamérica no sólo se ha capitalizado en las tres mayores economías receptoras de inversiones Brasil, México, Chile, países como Colombia han logrado a su vez cifras históricas en lo que se refiere a captación de inversiones, por otro lado esta Perú, el cual ha sido el país que más aumento su porcentaje de inversiones, registrando un aumento del 49% con respecto al 2011.

## Inversión Extranjera Directa

### Definición
Se denomina inversión extranjera directa (IED), a la medición de entrada y salida real de inversiones o capitales foráneos o locales en un país, la metodología de recopilación de datos está dada por el Manual de balanza de pagos y posición de inversión internacional del Fondo Monetario Internacional y por el comité económico OCDE. Esto para lograr una medición global y comparativa real, de acuerdo con las regulaciones internacionales del Fondo Monetario Internacional, OCDE, Banco Mundial. Esto debido a que, las mediciones son independientes de país en país, y eventualmente tienden a diferir en una comparación macro debido a la integración de variantes metodológicas las cuales pueden ser o no consideradas como Inversión Extranjera Directa, esto teniendo en cuenta la consideración de factores como Pasivos/Activos, tasas de endeudamiento y capitalización, patrimonio, reinversión relativa, utilidades, paquetes accionarios y otro tipo de inversiones.

### Inversión Extranjera Directa en el Mundo
En 2012 los flujos mundiales de inversión extranjera directa (IED) se redujeron un 13% en comparación con el año anterior, pasando de 1,6 billones de dólares a 1,39 billones. De esta manera, los valores de 2012 alcanzaron un nivel apenas superior al que se registró en 2010 (1,37 billones), cuando la economía mundial se encontraba aún afectada por la crisis financiera.
Pese a la caída de las entradas de IED, los Estados Unidos continúan siendo el principal destino de la IED, con 175.000 millones de dólares, seguido por China, con 120.000 millones. La mayoría de los países de Europa registraron caídas importantes y, en su conjunto, la Unión Europea llegó al nivel más bajo desde 2004 en términos de IED recibida.
Las fusiones y adquisiciones tuvieron un papel importante en la disminución de las corrientes de IED. Estas operaciones se redujeron un 41%, pasando de 525.881 millones de dólares en 2011 a 310.141 millones en 2012, el nivel más bajo desde 2009.
Las empresas trans-nacionales de los países desarrollados disminuyeron mayoritariamente sus operaciones (-56%), mientras que las multinacionales de las economías en desarrollo incrementaron un 10,7% el valor de sus fusiones y adquisiciones.
| Regiones             | 2008  | 2009  | 2010  | 2011  | 2012  | 2013  | 2014  | 2015  | 2016  | 2017  | 2018  | % de Part. |
| -------------------- | ----- | ----- | ----- | ----- | ----- | ----- | ----- | ----- | ----- | ----- | ----- | ---------- |
| Mundo                | 1 791 | 1 198 | 1 381 | 1 604 | 1 311 | 1 431 | 1 357 | 2 034 | 1 919 | 1 497 | 1 297 | 100%       |
| Países desarrollados | 1 020 | 606   | 675   | 808   | 549   | 695   | 623   | 1 269 | 1 198 | 759   | 557   | 43%        |
| Unión Europea        | 542   | 357   | 358   | 440   | 287   | 345   | 266   | 636   | 556   | 341   | 278   | 21%        |
| Estados Unidos       | 306   | 144   | 198   | 227   | 147   | 201   | 202   | 468   | 472   | 277   | 252   | 19%        |
| Latinoamérica        | 138   | 83    | 123   | 164   | 170   | 200   | 195   | 174   | 164   | 163   | 184   | 14%        |
| África               | 58    | 53    | 43    | 43    | 46    | 50    | 54    | 57    | 46    | 41    | 46    | 4%         |
| Medio Oriente        | 92    | 66    | 59    | 49    | 47    | -     | -     | -     | -     | -     | -     | 4%         |
| Asia y Pacífico      | 291   | 251   | 339   | 394   | 352   | -     | -     | -     | -     | -     | -     | 27%        |

### Inversión Extranjera Directa en Latinoamérica

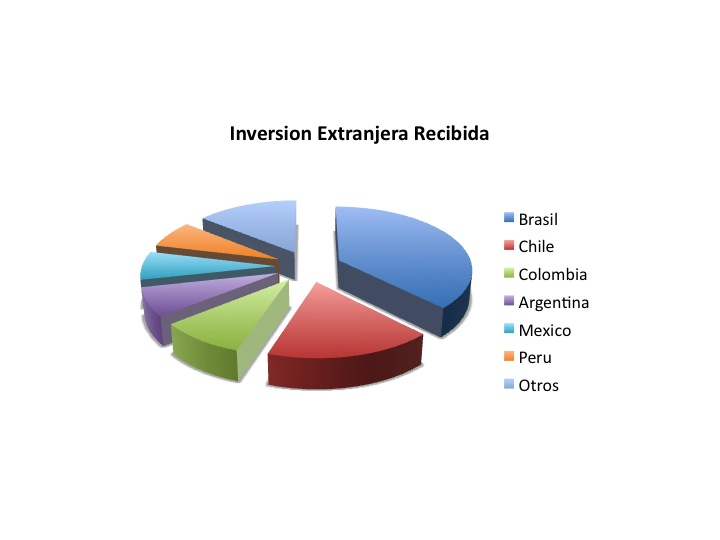
IED de entrada

La inversión extranjera directa recibida por América Latina y el Caribe mostró un crecimiento del 6,7% respecto del año anterior, alcanzando así un nuevo récord histórico de 173.361 millones de dólares, lo que confirma una trayectoria de crecimiento sostenido que se verifica desde 2010. Esto sucedió en un contexto internacional marcado por la incertidumbre, donde los flujos mundiales de IED mostraron una contracción (13%) respecto del año anterior hasta alcanzar niveles cercanos a los registrados en 2009. La situación macroeconómica desfavorable de los Estados Unidos y la Unión Europea delimitó el escenario para esta nueva caída de los flujos globales de inversión, que se produjo de manera acentuada en los montos destinados a los países desarrollados (22,5%) aunque también, de manera moderada, en aquellos destinados a los países en desarrollo en su conjunto (3%)
Los Estados Unidos y los países de la Unión Europea continúan siendo los principales inversores en América Latina. Sin embargo, en 2012 se incrementó notablemente la importancia de las inversiones realizadas por empresas de países latinoamericanos, que originaron el 14% del total de la IED captada por la región, siendo las empresas de México y Chile las principales. En 2012 las empresas trans-nacionales de los Estados Unidos incrementaron su participación en los flujos de IED hacia la región, mientras
que las inversiones de firmas de España, que en 2011 había sido el tercer país en orden de importancia, se redujeron sensiblemente en un contexto de desinversiónes.
Si bien se expandieron los flujos orientados hacia América del Sur (12%), el Caribe (39%) y en menor medida Centroamérica (7%), los dirigidos hacia México disminuyeron (-35%). En efecto, el mayor crecimiento de los flujos de IED se observó en el Perú (49%) y en Chile (32%), mientras que en Colombia (18%) y la Argentina (27%) también se registraron incrementos significativos. Por su parte, México sufrió una importante contracción de la IED recibida (-35%), que ubica al país en su nivel más bajo desde 1999. El Brasil continúa siendo el principal receptor de IED en la región (38% del total), mientras que Chile se posicionó como el segundo destino más importante.
Estas inversiones inciden de manera significativa en la consolidación o diversificación de los perfiles productivos, en particular porque la IED tiene una gran incidencia sobre las economías receptoras, medida de manera aproximada como la relación entre la IED y el PIB. En efecto, en 2012 la región captó flujos equivalentes al 3% del PIB (incidencia levemente superior a la del año anterior). En este contexto se destaca el desempeño de Chile que en 2012 recibió montos de IED equivalentes al 11,3% de su PIB.
El creciente peso relativo de la reinversión de utilidades que ascendió al 42% de los flujos totales de IED en el promedio de los últimos cinco años posiblemente refuerce la tendencia a consolidar perfiles sectoriales. En efecto, en 2012 nuevamente se registró un incremento en el peso relativo de este componente de la IED.
A pesar de que los niveles de inversión directa en el extranjero de América Latina son todavía muy dispares entre los países, sobre todo entre las economías líderes Brasil, México y Chile y economías más pequeñas como las del Caribe, Uruguay, Perú y Bolivia, hay una tendencia general en la región hacia una mayor inversión en el exterior. Este proceso no deja de ser una contrapartida natural al creciente flujo de IED hacia estas economías, toda vez que la mayor competencia generada por empresas transnacionales obliga a las empresas nacionales a buscar oportunidades de negocio en otros países. Esta es una tendencia global, dado que las economías en desarrollo y en transición, que ya reciben más de la mitad de los flujos mundiales de IED, fueron responsables de un tercio de las salidas de IED en el mundo en 2011, porcentaje que diez años antes no superaba el 10%.
| Países     | 2007   | 2008   | 2009   | 2010   | 2011   | 2012   | 2013   | 2014   | 2015   | 2016   | 2017   | 2018   |
| ---------- | ------ | ------ | ------ | ------ | ------ | ------ | ------ | ------ | ------ | ------ | ------ | ------ |
| Argentina  | 6 473  | 9 726  | 4 017  | 7 848  | 10 840 | 15 324 | 9 822  | 5 065  | 11 759 | 3 260  | 11 517 | 11 873 |
| Bolivia    | 366    | 513    | 423    | 643    | 859    | 1 060  | 1 750  | 657    | 555    | 335    | 712    | 316    |
| Brasil     | 34 585 | 45 058 | 25 949 | 48 506 | 66 660 | 65 272 | 75 211 | 87 714 | 60 334 | 73 378 | 70 258 | 88 319 |
| Chile      | 12 572 | 15 518 | 12 887 | 15 373 | 22 931 | 30 323 | 20 825 | 23 736 | 21 056 | 12 136 | 5 852  | 6 082  |
| Colombia   | 9 049  | 10 596 | 7 137  | 6 758  | 13 438 | 15 823 | 16 209 | 16 167 | 11 723 | 13 850 | 13 836 | 11 352 |
| Costa Rica | 1 896  | 2 078  | 1 347  | 1 466  | 2 157  | 2 265  | 3 205  | 3 242  | 2 956  | 2 620  | 2 856  | 2 764  |
| Ecuador    | 194    | 1 058  | 306    | 163    | 641    | 364    | 727    | 772    | 1 323  | 769    | 619    | 1 408  |
| México     | 31 380 | 27 853 | 16 561 | 21 372 | 21 504 | 12 659 | 47 269 | 31 770 | 37 033 | 35 834 | 32 005 | 36 871 |
| Paraguay   | 202    | 209    | 95     | 228    | 215    | 273    | 245    | 412    | 308    | 371    | 456    | 454    |
| Panamá     | 1 777  | 2 402  | 1 259  | 2 363  | 2 755  | 3 020  | 3 943  | 4 459  | 5 058  | 5 585  | 4 826  | 6 578  |
| Perú       | 5 491  | 6 924  | 6 431  | 8 455  | 8 233  | 12 240 | 9 826  | 3 930  | 8 314  | 6 739  | 6 860  | 6 488  |
| Uruguay    | 1 329  | 2 106  | 1 529  | 2 289  | 2 505  | 2 710  | 758    | 3 830  | 2 420  | -498   | 2 630  | 2 702  |
| Venezuela  | 1 505  | 1 741  | -2 169 | 1 849  | 3 778  | 3 216  | 2 680  | 320    | 1 383  | -      | -      | -      |

La siguiente tabla contempla el total del Stock acumulado en IED por países receptores.
- NOTA: Estos valores excluyen las inversiones realizadas mediante compra de acciones[15]

| N.º | País                 | Stock de IED    | Año        |
| --- | -------------------- | --------------- | ---------- |
| 1   | Brasil               | 615,000,000,000 | 31/12/2015 |
| 2   | México               | 356,900,000,000 | 31/12/2015 |
| 3   | Chile                | 176,800,000,000 | 31/12/2015 |
| 4   | Colombia             | 149,700,000,000 | 31/12/2015 |
| 5   | Argentina            | 94,190,000,000  | 31/12/2015 |
| 6   | Perú                 | 86,110,000,000  | 31/12/2015 |
| 7   | Panamá               | 45,280,000,000  | 31/12/2015 |
| 8   | Venezuela            | 32,180,000,000  | 31/12/2015 |
| 9   | República Dominicana | 31,050,000,000  | 31/12/2015 |
| 10  | Costa Rica           | 28,750,000,000  | 31/12/2015 |
| 11  | Uruguay              | 21,650,000,000  | 31/12/2015 |
| 12  | Ecuador              | 15,630,000,000  | 31/12/2015 |

## Inversión directa de países latinoamericanos al exterior
Las mayores economías que lideran la recepción de inversión extranjera directa, Brasil, México y Chile, también lideran las inversiones hacia el exterior mediante las empresas multinacionales latinas, en este aspecto México es el líder de exportaciones de capitales el 2012 sumando 25.597 Millones de dólares, seguido por Chile con 21.090.
La inversión directa de las economías de América Latina y el Caribe en el exterior creció un 17% en 2012 hasta
alcanzar los 48.704 millones de dólares, lo que representa un máximo histórico. Los flujos de IED desde la región se
han mantenido en niveles altos durante los tres últimos años. Estas inversiones provinieron principalmente del Brasil, Chile y México, si bien en 2012 se concentraron casi exclusivamente en México y Chile. Las empresas
trans-latinas se han beneficiado durante estos tres últimos años de un buen nivel de crecimiento económico y de la
confianza de los inversores en la región, lo que ha favorecido su acceso al crédito. En 2012, en un contexto de
contracción de la IED mundial, las empresas trans-latinas se expandieron, en algunos casos, a partir de oportunidades de negocios generadas por el repliegue de firmas europeas. En efecto, siete de las diez mayores adquisiciones realizadas por las transnacionales -latinas en 2012 correspondieron a compra de activos a empresas europeas.
América Móvil fue la principal protagonista de este proceso al expandir sus actividades hacia Europa. Las empresas chilenas invirtieron 21.090 millones de dólares en el extranjero en 2012, lo que
representó un nuevo récord, y concentraron su expansión en América del Sur, principalmente en el comercio
minorista, la industria forestal y el transporte. Por su parte, las empresas brasileñas continuaron su expansión en el
exterior y realizaron 7 de las 20 mayores adquisiciones efectuadas por las empresas en 2012. Más allá de los flujos anuales de IED, es preciso recordar que el Brasil tiene el mayor nivel de IED acumulada fuera de América Latina, que asciende a más de 200.000 millones de dólares.
México fue el país de la región que más invirtió en el exterior en 2012. Sus inversiones llegaron a los 25.597 millones de dólares. América Móvil, la mayor de las empresas trans-latinas mexicanas, fue la principal responsable de este incremento, pero no la única. Había centrado su expansión internacional en América Latina, en 2012 decidió diversificarse hacia Europa y adquirió participaciones relevantes de operadores de telefonía de Austria y los Países Bajos, por un total de 4.483 millones de dólares.
Las empresas chilenas invirtieron 21.090 millones de dólares en el extranjero en 2012, lo que representa un nuevo récord y es más del doble de lo que invertían hace tan solo dos años. Como hasta ahora, las empresas chilenas han concentrado su expansión en otros países de América del Sur, la empresa chilena que ha consolidado su liderazgo regional en 2012 es Cencosud, con nuevas adquisiciones en la Argentina, el Brasil y Colombia.
Las empresas chilenas se han beneficiado de varios años de buen crecimiento económico en el mercado nacional y en los principales mercados extranjeros donde operan (principalmente la Argentina, el Brasil, Colombia y el Perú).
Los flujos de IED al exterior desde el Brasil han sido negativos por segundo año consecutivo, por un valor de 2.821 millones de dólares. Esto es resultado de la estrategia de financiamiento de las trans-latinas brasileñas, que remiten préstamos desde sus filiales en el extranjero a sus casas matrices para evitar los mayores tipos de interés vigentes en el Brasil. Por esta razón, el componente de préstamos entre compañías de la inversión brasileña en el exterior ha permanecido en valores negativos desde 2009, llegando a los 20.562 millones de dólares en 2011. En 2012 el balance negativo en los préstamos entre compañías se redujo a 10.377 millones, pero en ese año también retrocedió notablemente el componente de capital, que fue de 7.555 millones de dólares, un 61% menos que en 2011. Esto indica que las empresas brasileñas han invertido menos en el exterior que en los años precedentes y que, en algunos casos, también han aumentado la venta de activos en el exterior (desinversiónes).
| Países    | 2007  | 2008   | 2009    | 2010   | 2011   | 2012   |
| --------- | ----- | ------ | ------- | ------ | ------ | ------ |
| Argentina | 1.504 | 1.391  | 712     | 965    | 1.488  | 1.089  |
| Bolivia   | 3     | 4      | 5       | -3     | -29    | 0,30   |
| Brasil    | 7.067 | 20.457 | -10.084 | 11.588 | -1.029 | 22.821 |
| Chile     | 4.852 | 9.151  | 7.233   | 9.461  | 20.373 | 21.990 |
| Colombia  | 913   | 2.486  | 3.348   | 6.842  | 8.280  | -248   |
| Ecuador   | -     | -      | -       | -      | -      | -      |
| México    | 8.256 | 1.157  | 7.664   | 15.045 | 12.139 | 22.107 |
| Paraguay  | 7     | 7      | 8       | 8      | 7      | 7      |
| Perú      | 66    | 736    | 411     | 266    | 113    | -57    |
| Uruguay   | 89    | -11    | 16      | -60    | -7     | 2      |
| Venezuela | 33    | 1.150  | 1.838   | 2.671  | -1.141 | 2.460  |

Empresas de Venezuela y la Argentina también originaron IED, aunque de menor magnitud, mientras que los montos del resto de las economías de la región fueron modestos.
De hecho, la mayoría de las economías pequeñas como Bolivia, Uruguay, Paraguay, Perú más los países del Caribe, no informan datos de IED hacia el exterior o lo hacen de un modo imperfecto. Si bien existe evidencia anecdótica de inversiones extranjeras por parte de empresas de otros países como Guatemala (en el sector de la caña de azúcar) o Trinidad y Tabago (servicios financieros), los montos oficiales son todavía muy incompletos. Un caso especial es el de Panamá, país en el que algunas empresas extranjeras establecen su base para las operaciones en Centroamérica y otros países de la región, y que, por tanto, recibe y envía flujos de IED en tránsito. Panamá no presenta datos oficiales de IED en el exterior, pero el Fondo Monetario Internacional (FMI) estima que el monto de los dos últimos años asciende a 400 millones de dólares.
La siguiente tabla contempla el total del Stock acumulado en IED por países emisores.
- NOTA: Estos valores excluyen las inversiones realizadas mediante compra de acciones[15]

| N.º | País        | Stock de IED    | al Año     |
| --- | ----------- | --------------- | ---------- |
| 1   | Brasil      | 288.500.000.000 | 31/12/2015 |
| 2   | México      | 142.900.000.000 | 31/12/2015 |
| 3   | Chile       | 72.810.000.000  | 31/12/2015 |
| 4   | Colombia    | 47.300.000.000  | 31/12/2015 |
| 5   | Argentina   | 37.030.000.000  | 31/12/2015 |
| 6   | Venezuela   | 30.040.000.000  | 31/12/2015 |
| 7   | Panamá      | 9.755.000.000   | 31/12/2015 |
| 8   | Ecuador     | 6.330.000.000   | 31/12/2015 |
| 9   | Cuba        | 4.138.000.000   | 31/12/2015 |
| 10  | Costa Rica  | 3.134.000.000   | 31/12/2015 |
| 11  | Perú        | 2.815.000.000   | 31/12/2015 |
| 12  | El Salvador | 951.800.000     | 31/12/2015 |

### Principales Compras de Empresas Translatinas el 2012
Las empresas translatinas se han beneficiado durante los tres últimos años de un buen nivel de crecimiento económico en la región, lo que ha sostenido sus resultados, y de la confianza de los inversores en las economías de la región, lo que ha favorecido su acceso al crédito. A pesar de que en 2012 los flujos globales de IED disminuyeron, las empresas translatinas han aumentado el ritmo de su expansión internacional. En algunos casos, esta expansión se debió a que otras compañías, principalmente europeas, optaron por una estrategia de reducción del ritmo de inversiones y de venta de determinados activos, y muchas empresas translatinas han aprovechado en 2012 esta coyuntura para expandirse en Europa o en otros mercados. Esta tendencia se refleja claramente en la lista de las principales fusiones y adquisiciones empresariales por parte de empresas translatinas en 2012. Siete de las diez mayores adquisiciones han sido de activos de empresas europeas. En algunos casos se ha producido una absorción de empresas europeas por grupos latinoamericanos o al menos la compra por parte de estos últimos de paquetes controladores, como ha hecho la brasileña Camargo Correa con Cimpor en Portugal. Pero en la mayoría de estas transacciones los activos adquiridos eran considerados por las empresas vendedoras como periféricos o no estratégicos y susceptibles, por tanto, de venderse para mejorar el balance o emprender otras inversiones. Este es el caso de las actividades en Colombia del grupo de comercio minorista francés Carrefour y del banco español Santander o las filiales en Centroamérica del banco británico HSBC.
Cabe destacar que de las adquisiciones más grandes 8 fueron empresas de Brasil, 8 de Chile, 3 de México, 2 de Argentina y 1 de Colombia.
| N.º | Empresas         | País Comprador       | Activos Comprados                | País Vendedor  | sector             | Monto |
| --- | ---------------- | -------------------- | -------------------------------- | -------------- | ------------------ | ----- |
| 1   | Lan-Tam          | y                    | Fusión de ambas empresas         | Chile y Brasil | Transporte         | 8 502 |
| 2   | Camargo Correa   | Bandera de Brasil    | Cimpor Cimentos (68%)            | Portugal       | Cemento            | 6 097 |
| 3   | América Móvil    | Bandera de México    | Koninklijke KPN (20%)            | Países Bajos   | Telecomunicaciones | 3 380 |
| 4   | Techint          | Bandera de Argentina | Usiminas (15%)                   | Brasil         | Acero              | 2 823 |
| 5   | Cencosud         | Bandera de Chile     | Carrefour Colombia               | Francia        | Comercio           | 2 614 |
| 6   | Grupo Safra      | Bandera de Brasil    | Bank Sarasin & Cie               | Países Bajos   | Finanzas           | 2 087 |
| 7   | ochpe-Maxion     | Bandera de Brasil    | Hayes Lemmerz International      | Estados Unidos | Automotor          | 1 317 |
| 8   | Corpbanca        | Bandera de Chile     | Banco Santander Colombia         | España         | Finanzas           | 1 225 |
| 9   | América Móvil    | Bandera de México    | Telekom Austria (16%)            | Austria        | Telecomunicaciones | 1 103 |
| 10  | Banco Davivienda | Bandera de Colombia  | Activos de HSBC en Centroamérica | Reino Unido    | Finanzas           | 801   |
| 11  | cielo SA         | Bandera de Brasil    | Merchant e-Solutions             | Estados Unidos | Finanzas           | 670   |
| 12  | Grupo Elektra    | Bandera de México    | Advance America                  | Estados Unidos | Finanzas           | 656   |
| 13  | CSN              | Bandera de Brasil    | Stahlwerk Thüringen              | España         | Siderurgia         | 632   |
| 14  | BTG Pactual      | Bandera de Brasil    | Celfin Capital                   | Chile          | Finanzas           | 600   |
| 15  | Techint          | Bandera de Argentina | Confab Industrial (56%)          | Brasil         | Siderurgia         | 567   |
| 16  | Banco Inbursa    | Bandera de México    | CaixaBank (oficinas)             | España         | Finanzas           | 566   |
| 17  | CFR              | Bandera de Chile     | Lafrancol                        | Colombia       | Farmacia           | 562   |
| 18  | Cencosud         | Bandera de Chile     | Prezunic                         | Brasil         | Comercio           | 495   |
| 19  | Cencosud         | Bandera de Chile     | Jumbo Retail Argentina (39%)     | Argentina      | Comercio           | 484   |
| 20  | Tupy SA          | Bandera de Brasil    | Cifunsa Diesel y Technocast      | México         | Siderurgia         | 434   |
| 21  | Molymet          | Bandera de Chile     | Molycorp Inc. (15%)              | Estados Unidos | Minería            | 390   |

## Inversión Extranjera Por Países

### Inversión Extranjera Directa Argentina

#### Inversión Extranjera Directa de Entrada
En la Argentina, los ingresos por IED se incrementaron un 27%, hasta totalizar 12.551 millones de dólares, según datos preliminares. Si bien los aportes de capital disminuyeron un 9% hasta alcanzar los 3.708 millones de dólares, la reinversión de utilidades fue de 7.984 millones, más del doble que el año anterior. Una comparación de mediano plazo muestra una expansión del 7% en los aportes de capital respecto del promedio de años anteriores (2007-2011), mientras que en la reinversión de utilidades se observan incrementos mayores.
La composición sectorial de la IED acumulada en el país al final de 2011 indica que el sector con mayor presencia de empresas transnacionales era el petrolero, con un 20%, mientras que otro 6% corresponde a la minería, un 44% al sector de la industria y el agro y un 30% al sector de servicios. España era el principal país de origen de las inversiones, seguido por los Estados Unidos, los Países Bajos, el Brasil y Chile (BCRA, 2013). Esta distribución se vio modificada en 2012 por la nacionalización del 51% de YPF, la principal empresa petrolífera del país, que estaba en manos de la española Repsol.
Las adquisiciones y los proyectos de inversión anunciados para 2012 corresponden a los sectores tradicionales de IED. En ese año, las adquisiciones más importantes fueron cambios de propIEDad de filiales de empresas transnacionales del sector financiero: Industrial & Commercial Bank of China (ICBC) adquirió el 80% de Standard Bank Argentina (filial de un banco sudafricano), mientras que la compañía australiana QBE Insurance Group adquirió la empresa de seguros del grupo británico HSBC. Asimismo, destaca el aumento de la participación de capitales brasileños en empresas petroleras y de alimentos. Los proyectos de nuevas inversiones con mayor magnitud estuvieron orientados a la producción agropecuaria; en particular, el grupo chino Chongqing Grain Group ha adquirido tierras destinadas a la producción sojera e intenta asociarse con el grupo local Molinos Cañuelas; el fabricante de maquinarias agrícolas John Deere y la semillera Monsanto también anunciaron nuevas inversiones. Asimismo, se registraron anuncios por parte de firmas ya residentes, orientadas a la industria automotriz (Daimler AG), a la producción de alimentos (Unilever) y al sector minero (Barrick Gold).
Por su parte, a principios de 2013, la minera brasileña Vale anunció su decisión de suspender el proyecto Potasio Río Colorado, que incluía la extracción de potasio en la localidad de Malargüe y para el cual se había previsto un monto de inversión cercano a los 6.000 millones de dólares. La decisión respondería al incremento de los costos locales y resulta también consistente con una estrategia global de la empresa que, especializada en la extracción de hierro, ha vendido activos periféricos para centrarse en su negocio en el Brasil.

#### Anexo Estadístico
| País      | IED 2011 Entrada | IED 2011 Salida | IED 2012 Entrada | IED 2012 Salida | Stock IED Entrada | Stock IED Salida |
| --------- | ---------------- | --------------- | ---------------- | --------------- | ----------------- | ---------------- |
| Argentina | 8.233            | 1.489           | 12.240           | 1.089           | 107,400           | 32.950           |

### Inversión Extranjera Directa Bolivia
En el Estado Plurinacional de Bolivia la IED aumentó un 23% en 2012 con respecto al año anterior, y sumó 1.060 millones de dólares.
Los datos relativos al primer semestre muestran que la IED se ha concentrado básicamente en el sector de hidrocarburos (63%) seguido a larga distancia por la industria (12%), mientras que otras actividades tradicionalmente importantes han mostrado una fuerte contracción. Tal es el caso de la minería y la producción y distribución de
energía eléctrica, áreas de interés para empresas extranjeras, que han sido objeto de nacionalizaciones. En 2012, casi dos tercios de la producción de gas y petróleo del Estado Plurinacional de Bolivia quedaron bajo la responsabilidad de dos empresas extranjeras: la brasileña Petrobras y la española Repsol.
En mayo de ese año, YPFB autorizó a Repsol a iniciar la exploración en nuevas áreas, y le permitió a Petrobras explorar tres áreas reservadas del departamento de Tarija (Astillero, Sunchal y San Telmo) en busca de gas y petróleo. Estas últimas medidas significaron inversiones de YPFB y de las empresas extranjeras por 1.593 millones de dólares en 2012, las que podrían aumentar un 40% en 2013. El 64% de estas nuevas inversiones estará a cargo de YPFB y el restante 36%, de empresas privadas: Repsol
(372 millones de dólares para obras como una planta para tratar gas en el campo Margarita), seguida de Petrobras (179 millones de dólares), la francesa Total (118 millones de dólares) y la argentina Pluspetrol (104 millones de dólares)
| País    | IED 2011 Entrada | IED 2011 Salida | IED 2012 Entrada | IED 2012 Salida | Stock IED Entrada | Stock IED Salida |
| ------- | ---------------- | --------------- | ---------------- | --------------- | ----------------- | ---------------- |
| Bolivia | 859              | 0,3             | 1.060            | 0               | 8.810             | 8                |

### Inversión Extranjera Directa Brasil

#### Inversión Extranjera Directa de Salida
La economía del Brasil continúa siendo la principal receptora de IED de la región, no sorprendente, dado que es la economía más grande de América Latina. En 2012, recibió 65.272 millones de dólares en concepto de IED monto levemente inferior (2%) al récord histórico de 2011. Este volumen de inversión, que prácticamente duplica al promedio de los cinco años anteriores, resulta muy significativo incluso para una economía grande como es el caso del Brasil: equivale al 2,9% del PIB del país y al 16% de la formación bruta de capital fijo.
La IED de 2012 estuvo compuesta por un 81% de aportes de capitales y el 19% restante corresponde a préstamos del exterior recibidos por empresas residentes en el país que tienen participación de capital extranjero. Este último concepto creció (5%) en el último año compensando parcialmente la contracción (4%) de los aportes de capital. Otra particularidad de la IED que ingresa al Brasil es un cierto proceso de atomización, ya que las grandes operaciones que superan el billón de dólares concentraron solamente el 16% del total de los montos invertidos, mientras que en 2011 habían representado el 27% de la inversión.
En 2012, los capitales de los Estados Unidos conformaron el 21% de la IED que ingresó al Brasil, orientados principalmente a las comunicaciones y a la adquisición del mayor operador de planes de salud, AMIL, por parte de la compañía estadounidense United Health Group. Respecto del año 2011, se observa una menor afluencia de capitales de origen europeo y asiático, destacándose el crecimiento de los flujos originados en centros financieros como Luxemburgo y los Países Bajos
La composición sectorial de la IED que ingresó en 2012 presenta diferencias respecto de las tendencias observadas en años anteriores: crece el peso de los servicios y de las actividades basadas en recursos naturales a expensas de una menor participación de la industria manufacturera. La IED orientada a servicios se expandió un 9% respecto del año anterior, pasando a concentrar el 48% de la inversión total. El incremento del peso de este sector es considerable en comparación con años anteriores (un 36% en promedio entre 2007 y 2011), y se debe tanto a la adquisición de JPLSPE en el sector de la salud (unos 3.000 millones de dólares) como al crecimiento de la inversión en otros servicios —particularmente de seguros, comercio e inmobiliarios que resultan cada vez más atractivos debido a las mejoras producidas en la distribución del ingreso del país.
Por su parte, las actividades extractivas concentraron el 13% del monto total de IED de 2012. Tras registrar una fuerte contracción en 2011, el flujo de IED hacia este sector volvió a crecer en 2012, impulsado principalmente por la extracción de gas y petróleo. Destacan dos operaciones sumamente importantes: inversiones en nueva planta ( greenfield ) de British Gas en Sapinhoa uno de los principales yacimientos de la cuenca oceánica de Santos y la adquisición del 30% de Petrogal por parte de la compañía estatal china SINOPEC (4.800 millones de dólares).
La industria manufacturera concentró en 2012 el 38% del monto total de IED, mostrando una participación menor a la del año previo (47%) e incluso inferior al promedio del quinquenio anterior (43%). En efecto, la dinámica de la IED industrial —cuyos montos se redujeron un 19% en el último año— constituye la principal causa de la desaceleración registrada en 2012 en la IED recib ida por el Brasil. No obstante, es importante destacar que la contracción de la IED industrial que tuvo lugar en 2012 no refleja necesariamente un cambio de tendencia, sino que puede ser el resultado de fluctuaciones de los ciclos de ejecución de los proyectos industriales de gran escala, como
Es importante destacar que estas dinámicas internas de la IED manufacturera no son suficientes para producir cambios radicales en el perfil sectorial de la inversión industrial. Las principales adquisiciones corresponden a las dos actividades que concentraron en ambos años más del 40% de la IED manufacturera, es decir, las industrias metálicas básicas y la producción de alimentos. En el primer caso, se trata de la adquisición del 15% de la acería Usinas Siderúrgicas de Minas Gerais (Usiminas) por el grupo argentino Techint, por 2.800 millones de dólares, y en el segundo, de la compra del 100% de Yoki Alimentos SA por la firma estadounidense General Mills Inc

#### Inversión Extranjera Directa al Exterior
Mientras que los flujos de IED al exterior desde el Brasil han sido negativos por segundo año consecutivo, por un valor 2,821 millones de dólares. Esto es resultado de la estrategia de financiamiento de las translatinas brasileñas, que remiten préstamos desde sus filiales en el extranjero a sus casas matrices para evitar los mayores tipos de interés vigentes en el Brasil. Por esta razón, el componente de préstamos entre compañías de la inversión brasileña en el exterior ha permanecido en valores negativos desde 2009, llegando a los 20.562 millones de dólares en 2011.
En 2012 el balance negativo en los préstamos entre compañías se redujo a 10.377 millones, pero en ese año también retrocedió notablemente el componente de capital, que fue de 7.555 millones de dólares, un 61% menos que en 2011. Esto indica que las empresas brasileñas han invertido menos en el exterior que en los años precedentes y que, en algunos casos, también han aumentado la venta de activos en el exterior (desinversiones)
| País   | IED 2011 Entrada | IED 2011 Salida | IED 2012 Entrada | IED 2012 Salida | Stock IED Entrada | Stock IED Salida |
| ------ | ---------------- | --------------- | ---------------- | --------------- | ----------------- | ---------------- |
| Brasil | 66.660           | -1 029          | 65.272           | -2 821          | 609.400           | 182.000          |

### Inversión Extranjera Directa Chile

#### Inversión Extranjera Directa de Entrada
En el caso de Chile, la inversión extranjera directa creció un 32,2% en 2012 y marcó un nuevo récord histórico, de 30.323 millones de dólares. Entre 2010 y 2012 la IED se duplicó y esta dinámica le ha permitido al país ubicarse por segundo año consecutivo como el segundo mayor receptor de IED de América Latina y el Caribe después del Brasil. Por otro lado, de acuerdo con las estadísticas del Banco Central de Chile, un elemento destacado de la economía chilena es que se ha constituido en una plaza muy relevante para las empresas transnacionales que tienen operaciones en América Latina. De hecho, cerca del 26% de los ingresos de IED posteriormente son invertidos fuera del país por las subsidiarias chilenas de empresas extranjeras. Así, desde Chile se estarían consolidando y coordinando algunas operaciones regionales, lo que transforma al país en una plataforma de inversiones o una puerta de entrada para otros mercados latinoamericanos
Según el Banco Central, en 2012 los principales países de origen de las inversiones fueron los Estados Unidos (19%), España (18%), el Canadá (12%) y el Japón (8%). En términos de regiones, destacan las inversiones que provienen de la misma América Latina (16%) y la pronunciada caída registrada por la Unión Europa, principalmente causadas por desinversiones del Reino Unido e Irlanda. Dado que el país es el mayor productor mundial de cobre, en 2012 la minería fue el principal destino de la IED, con 15.096 millones de dólares (49% del total). En los últimos años, los altos precios del cobre, la menor ley del mineral y el aumento de los costos de extracción han generado fuertes incentivos para una mayor inversión en la actividad minera. Entre 2012 y 2016, en el sector minero chileno existe una cartera de proyectos que asciende a más de 104.300 millones de dólares, de los cuales 58.231 millones de dólares son liderados por empresas extranjeras.
El sector financiero fue el segundo receptor de flujos en 2012, con un 18% del total. En 2012, los bancos extranjeros eran responsables del 40% de los activos del sistema, liderados por el español Santander con 18,6% del mercado y seguido por el también español BBVA (7%), el canadiense Scotiabank (4,9%) y el brasileño Itaú (4,2%).
En diciembre de 2011 el Banco Santander vendió el 7,8% de su filial chilena por 980 millones de dólares. Aunque parte de estos recursos se utilizaron para capitalizar sus operaciones en España, se anunció un plan de inversiones para Chile de 380 millones de dólares para el período 2011-2013. Estos fondos se han destinado, entre otras cosas, a la apertura de unas 30 sucursales en las principales ciudades de Chile, y el resto, al fortalecimiento de los servicios de atención al cliente, en especial a las pymes, y a actividades de mercadeo. En enero de 2013 el BBVA vendió su participación (64,3%) en Provida, la mayor administradora de fondos de pensiones (AFP) del mercado chileno, a la compañía estadounidense MetLife en unos 1.300 millones de dólares. Esta operación se une a la salida de Citigroup de la AFP Habitat en 2010 y a la compra de AFP Capital por parte del grupo colombiano Sura en 2011.
En el sector manufacturero, destacan la adquisición del 67% de Indura por parte de la empresa estadounidense Air Products & Chemicals Inc., el mayor productor mundial de hidrógeno, en unos 903 millones de dólares. Esta operación le permitirá a la firma incrementar la cuota de mercado en América Latina, principalmente en gases industriales y equipos de soldadura, y reducir su exposición en Europa.
A finales de 2012, estaban en etapa de construcción proyectos de generación, transmisión y distribución de energía eléctrica por unos 3.400 millones de dólares. La empresa extranjera más activa ha sido la estadounidense AES, que cuenta con varios proyectos, entre los que destacan las centrales termoeléctrica Campiche y Guacolda V, y las hidroeléctricas Alfalfal II y Las Lajas en el Alto Maipo. Además, se están llevando a cabo varios proyectos de energías renovables no convencionales, como los parques eólicos Talinay, Valle de los Vientos (ya en operaciones) y Tal Tal, así como la central geotérmica del Cerro Pabellón, todos encabezados por la empresa italiana Enel Green Power.

#### Inversión Directa de Chile al exterior
En Chile podemos identificar cuatro grandes períodos de inversión directa en el exterior. El primero abarca de 1990 a 1995 y, principalmente, responde a la fuerte expansión de las inversiones en la industria, la energía y otros servicios en Argentina. El segundo, comprende entre los años 1996 y 2001, se caracteriza por la expansión de las inversiones en los sectores de generación y distribución de energía eléctrica, ahora también en Perú, Colombia y Brasil. El tercer período, entre los años 2002 y 2007, ya concluidas las grandes inversiones en electricidad, muestra una gran actividad en el desarrollo de industrias manufactureras (principalmente Argentina y Perú), así como los servicios de transporte aéreo (Argentina, Perú y Estados Unidos). El cuarto y más reciente período, que se inicia el año 2008 y aún no concluye, se ha caracterizado por el fuerte incremento de las inversiones en las esferas de la industria manufacturera y los servicios, particularmente el retail. Ahora con el centro de atención puesto en Brasil, Perú y Colombia.
Un elemento particular en todo este proceso ha sido el carácter altamente competitivo demostrado por las inversiones chilenas en los países destino, lo que se ha visto acompañado, además, por una fuerte transferencia de tecnologías en diversos rubros, así como una importante contribución a la generación de empleo local.
Diez países concentran un 92% de las inversiones materializadas a la fecha, ellos son: Argentina, Colombia, Brasil, Perú, Estados Unidos, Uruguay, México, Bélgica, Panamá, y Australia.
A lo largo de este último año se materializó un conjunto de proyectos de gran cuantía, entre los que cabe destacar, por ejemplo, en Colombia: las adquisiciones del capital accionario del Banco Santander Colombia S.A., los Laboratorios Lafrancol de Colombia, y los activos de Carrefour y Terpel; en Brasil, la cadena brasileña de supermercados Prezunic; Sorocaba Refrescos y Elucid Solution; en Estados Unidos, las inversiones realizadas en Flakeboard Company y Molycorp; además de las adquisiciones de los Casinos Caesars (Uruguay) y New York (Perú). Igualmente, importantes inversiones se registraron en los sectores de Retail (Argentina y Perú), transporte aéreo (Perú) y naviero (Liberia).
En términos regionales, los países latinoamericanos concentran un 85,5% de la inversión global materializada. De ellos, solo cinco países concentran 80,7% de esta inversión, lo que subraya el elevado nivel de concentración regional que presenta la inversión chilena. Un segundo destino lo conforman los países de América del Norte, que capturan un 7,5% del total. Le sigue Europa con un 3,1%; Oceanía, 1,0% y Asia, con un 0,7%.

#### Anexo Estadístico
| País  | IED 2011 Entrada | IED 2011 Salida | IED 2012 Entrada | IED 2012 Salida | Stock IED Entrada | Stock IED Salida |
| ----- | ---------------- | --------------- | ---------------- | --------------- | ----------------- | ---------------- |
| Chile | 22.931           | 20.373          | 30.323           | 21.090          | 192.800           | 91.300           |

### Inversión Extranjera Directa Colombia
La IED en Colombia volvió a aumentar en 2012, un 18% con respecto al valor de 2011, y llegó a los 15.823 millones de dólares. Como en años anteriores, alrededor de la mitad de esta cifra corresponde al sector de recursos naturales, principalmente la industria petrolera, que recibió 5.377 millones de dólares, y la minera, donde ingresaron 2.250 millones de dólares.
La IED recibida en 2012 por esos sectores es similar a la del año anterior, mientras que se incrementaron las entradas dirigidas a otras actividades, principalmente la manufactura y el sector eléctrico. La adquisición de la empresa farmacéutica Laboratorio Franco Colombiano (Lafrancol) por parte del laboratorio chileno Corporación Farmacéutica Recalcine (CFR) (562 millones de dólares), y de la Empresa de Energía de Boyacá (EBSA) por el fondo de inversión canadiense Brookfield (415 millones) originaron buena parte de estas alzas.
En 2012 Chile pasó a ser el principal inversionista extranjero en Colombia (excluidos el sector petrolero y la reinversión de utilidades) al concretar las dos mayores adquisiciones que se hicieron en el país, ambas como resultado de la venta de activos de empresas europeas. Carrefour, de Francia, vendió su filial de supermercados a Cencosud por 2.614 millones de dólares y Santander, de España, su banco en Colombia a Corpbanca por 1.225 millones de dólares.
| País     | IED 2011 Entrada | IED 2011 Salida | IED 2012 Entrada | IED 2012 Salida | Stock IED Entrada | Stock IED Salida |
| -------- | ---------------- | --------------- | ---------------- | --------------- | ----------------- | ---------------- |
| Colombia | 13.438           | 8.280           | 15.823           | -248            | 111.900           | 31.630           |

### Inversión Extranjera Directa Ecuador
Entre el primer y el tercer trimestre de 2012, el Ecuador recibió inversiones por un monto de 364 millones de dólares, compuestos en un 40% por aportes de capitales, un 54% por reinversión de utilidades y un 6% por préstamos entre compañías. Los datos preliminares de 2012 reflejarían una caída respecto del año anterior, que forma parte de una trayectoria de montos de inversión que fluctúan año a año sin mostrar una tendencia definida.
En marzo de 2013, el Gobierno del Ecuador anunció la puesta en marcha del Proyecto de Promoción y Atracción de Inversiones a cargo del Ministerio de Comercio Exterior e Integración Económica, cuyo objetivo es incrementar de manera significativa los flujos de IED que recibe el país en un conjunto de sectores priorizados: turismo, metalmecánica, energía y servicios, entre otros. Este programa forma parte de un paquete de políticas más general, orientado a modificar la matriz productiva del país. El proyecto —que durará cuatro años, con un monto estimado de 18,5 millones de dólares— está orientado a incrementar la inversión directa entre un 15% y un 20% y a fortalecer la cadena productiva por provincia a partir de la identificación de las oportunidades de inversión a nivel productivo (Ministerio de Relaciones Exteriores, Comercio e Integración, 2013).
En 2012, los principales países de origen de las inversiones fueron México, China y el Canadá, mientras que la explotación de recursos naturales fue el principal sector receptor. En cuanto a los proyectos de inversión anunciados durante 2012, destacan los relacionados con la producción de energías renovables: el de la israelita S.D.E. Energy Ltd. (322 millones de dólares) para producir energía aprovechando el oleaje del mar y el de la española Isofoton, líder mundial en energía solar (100 millones de dólares).
| País    | IED 2011 Entrada | IED 2011 Salida | IED 2012 Entrada | IED 2012 Salida | Stock IED Entrada | Stock IED Salida |
| ------- | ---------------- | --------------- | ---------------- | --------------- | ----------------- | ---------------- |
| Ecuador | -                | -               | -                | -               | -                 | -                |

### Inversión Extranjera Directa México
.
```
flujos de inversión respecto del año precedente: los datos provisorios de 2012 muestran un flujo de IED de 12.659 millones de dólares. Durante los diez años anteriores, la IED hacia México se había mantenido relativamente estable (en términos nominales), con 23.000 millones de media anual. La reducción afectó a la mayoría de los sectores, pero casi la mitad de la caída se puede imputar a una operación específica: la salida a bolsa del 25% de la filial del banco Santander, de España, por 4.100 millones de dólares.
```

En 2012 la mayoría de los sectores vieron disminuir las entradas de IED, si bien hubo algunas notables excepciones. La manufactura en su conjunto recibió un 28% menos de IED que en 2011, pero el sector automotor aumentó un 75% (hasta los 2.430 millones de dólares). En cuanto a los servicios, se ha destacado en los últimos dos años el aumento de la IED en el rubro de construcción de obras de ingeniería civil, que en 2012 recibió 1.450 millones. El comercio también recibió más IED que el año anterior y que la media de la última década, por la inversión en supermercados.
En 2012 las inversiones siguieron estando lideradas por el sector manufacturero (un 56% del total), impulsadas por importantes adquisiciones, como la compra de la empresa de pinturas Comex por la firma estadounidense Sherwin-Williams por 2.340 millones de dólares. Entre las nuevas inversiones destacaron también la del grupo siderúrgico brasileño Gerdau, con una inversión de 600 millones de dólares para la construcción de una nueva planta productora de perfiles estructurales de acero. Caterpillar, empresa estadounidense fabricante de equipos de construcción y minería, también inició la construcción de una nueva planta, con una inversión de 500 millones de dólares. En el sector de servicios, la aseguradora suiza ACE Group compró ABA Seguros, cuarta empresa más grande de México en el mercado de seguros para automóviles, por 865 millones de dólares. En el sector de recursos de generación de energía eléctrica, la empresa japonesa Mitsubishi compró el megaproyecto Energía Eólica Mareña (de FEMSA y Macquarie) por 1000 millones de dólares.
En cambio, la adquisición del 50% restante de las acciones de Grupo Modelo por el grupo belga AB InBev, valuado en 20.100 millones de dólares, no se ha podido concretar debido a que la empresa aún no satisfizo las reservas que presentó el Departamento de Justicia de los Estados Unidos por su efecto sobre la libre competencia en el mercado de cerveza de ese país
En 2012 el origen de los flujos de IED siguió siendo mayoritariamente de los Estados Unidos (58,5% del total), seguido del Japón (13%) y el Canadá (8%). España, el segundo inversor más importante para México en el período 1999-2012, tuvo un resultado negativo de 1.524 millones de dólares en 2012, debido a la operación antes mencionada de Santander.
| País   | IED 2011 Entrada | IED 2011 Salida | IED 2012 Entrada | IED 2012 Salida | Stock IED Entrada | Stock IED Salida |
| ------ | ---------------- | --------------- | ---------------- | --------------- | ----------------- | ---------------- |
| México | 21.504           | 12.139          | 12.659           | 25.597          | 315.900           | 137.700          |

### Inversión Extranjera Directa Paraguay

#### Inversión Extranjera Directa de Entrada
El Paraguay recibió 273 millones de dólares de IED durante 2012, lo que representa un importante crecimiento (27%) respecto del año anterior. No obstante el crecimiento registrado, el flujo de IED solo representa el 1,3% del PIB del Paraguay. En los últimos años, los servicios han concentrado una elevada proporción de la inversión extranjera
directa, particularmente la telefonía móvil, el sector financiero y las actividades de centros de llamadas. Entre los anuncios de inversiones, destaca el de la empresa canadiense Rio Tinto Alcan, que ha ratificado su interés en invertir en el Paraguay hasta 4.000 millones de dólares en una planta de fundición de aluminio intensiva en energía eléctrica, que suministraría directamente la binacional Itaipú

#### Anexo Estadístico
| País     | IED 2011 Entrada | IED 2011 Salida | IED 2012 Entrada | IED 2012 Salida | Stock IED Entrada | Stock IED Salida |
| -------- | ---------------- | --------------- | ---------------- | --------------- | ----------------- | ---------------- |
| Paraguay | -                | -               | -                | -               | -                 | -                |

### Inversión Extranjera Directa Perú

#### Inversión Extranjera Directa de Entrada
Durante 2012, la entrada de Inversión extranjera en el Perú registraron una tasa de crecimiento extraordinariamente elevada. Con una variación del 49% respecto del año anterior, confirma la trayectoria de crecimiento sostenido verificada en la última década y marca un nuevo máximo histórico. En efecto, en 2012, con un ingreso de IED de 12.240 millones de dólares equivalente al 5,9% de su PIB el Perú se constituyó en el sexto receptor en América Latina, después del Brasil, Chile, Colombia, México y Argentina. Replicando el patrón de los últimos años, la reinversión de utilidades (8.263 millones de dólares) fue el componente predominante de la IED en 2012, seguido por aportes de capital (4.637 millones de dólares), mientras que el flujo de préstamos de las casas matrices fue levemente negativo.
La elevada rentabilidad de la IED de empresas en el Perú, principalmente en la minería, explica estos procesos en que una parte considerable de la ampliación de la capacidad productiva se financia reinvirtiendo utilidades. No hay datos oficiales sobre la distribución de la IED por sectores de destino, sin embargo, varias informaciones permiten estimar que el sector minero sería el principal receptor de IED, seguido por la ampliación de la infraestructura eléctrica y de comunicaciones y el sector financiero. Según el Ministerio de Energía y Minas, las inversiones en el sector, la gran mayoría relacionadas con empresas extranjeras, habrían alcanzado los 8.549 millones de dólares en 2012.
Las cuatro principales compañías inversoras (Minera Chinalco Perú SS, Xstrata, Minera Yanacocha SRL y Compañía Minera Antamina ) aportaron más de la mitad de ese monto. En este sentido, el Gobierno del Perú estima una cartera de 47 proyectos de inversión minera, por un monto de 54.680 millones de dólares, compuesta por proyectos de ampliación de unidades mineras (7.674 millones de dólares), proyectos con estudios de impacto ambiental aprobados por el Ministerio de Energía y Minas (19.588 millones de dólares) y proyectos en etapa de exploración (26.740 millones de dólares). El principal país de origen de estas nuevas inversiones es China (22%), seguido por los Estados Unidos (18%) y el Canadá (16%), mientras que los principales minerales que atraen esta inversión son el cobre (64%) y el oro (13%)
Al 2009, los principales países que originaron el IED del Perú fueron, España (22,78%), Reino Unido (20,08%), Estados Unidos (14,65%), Países Bajos (7,45%) y Chile (6,85%).

#### Inversión Directa del Perú al Exterior
A Pesar del sostenido crecimiento del Perú en la última década y de su coronación como uno de los países con mayor crecimiento de la región y el mundo, traduciéndose en el consiguiente aumento de inversión extranjera directa entrante, este aún no toma posiciones de relevancia en lo que se refiere a las multilatinas y a su presencia en el globo, siendo su total de inversiones en el exterior de empresas peruanas es decir 3,041 millones, cifra modesta en comparación con las economías más grandes de Latinoamérica sea Brasil, Chile o México.
El Perú no emite informes de los flujos de IED al extranjero o los emite de forma imperfecta, por ser menores, aun así los grupos más importantes de Perú que mantiene inversiones en el extranjero son Ajegroup, Gloria, Belcorp
En junio del 2008, Alicorp compró The Value Brand Company de Argentina, la tercera empresa de productos de cuidado personal de ese país. Un mes después, selló la compra de la colombiana Productos Personales, por la que pagó US$7,4 millones. En el 2010, tras una pausa por la crisis, Alicorp adquirió el 100% de la argentina Sanford, que produce galletas. El buque insignia del grupo Romero aspira ser una de las primeras 250 empresas de Latinoamérica.
Ese mismo año, los hermanos Pedro y Mario Brescia adquirieron la minera Sierra de Madeira, en Brasil, por US$472 millones. Así se inició su internacionalización, que tomó fuerza el 2009 con la compra de la cementera más grande de Chile (Lafarge)el porcentaje está dividido en 3 partes casi iguales.
En Bolivia, Gloria planea ampliar su subsidiaria PIL Andina S.A., para lo cual invertirá US$40 millones este año. La compañía atraviesa un excelente momento, pues, según sus directivos, el mercado lácteo en ese país crece de forma continua. El 2010, sus ventas aumentarían 5% respecto del año pasado. PIL Andina es la mayor industrializadora de lácteos de Bolivia y, como parte del Grupo Gloria, comercializa 270 productos en dicho país. Jorge Rodríguez, presidente ejecutivo, señaló que hoy vende la misma cantidad de productos en el Perú y Bolivia.
Aunque de menor tamaño, la consultora Cesel Ingenieros, que supervisa las obras del Tren Eléctrico, desarrolla proyectos en Argentina, Guatemala y Ecuador. Cosapi Ingeniería y Construcción ganó en marzo una obra en República Dominicana, la que se sumó a su operación en Venezuela.

#### Anexo Estadístico
| País | IED 2011 Entrada | IED 2011 Salida | IED 2012 Entrada | IED 2012 Salida | Stock IED Entrada | Stock IED Salida |
| ---- | ---------------- | --------------- | ---------------- | --------------- | ----------------- | ---------------- |
| Perú | 8.233            | 113             | 12.240           | -57             | 63.510            | 3.041            |

### Inversión Extranjera Directa Uruguay

#### Inversión Extranjera Directa de Entrada
Durante 2012, el Uruguay registró el ingreso de 2.710 millones de dólares en concepto de IED recibida por empresas residentes, monto que resulta muy relevante para la economía del país, ya que equivale al 4,1% del PIB. Los flujos de IED de 2012 son un 8% más elevados que los de 2011 y superan ampliamente el promedio de años anteriores (2007-2011), describiendo una trayectoria de crecimiento con ciertas fluctuaciones debidas a la dinámica de los proyectos de inversión de gran escala.
El 61% de la inversión de 2012 correspondió a nuevos aportes de capital, el 15% a préstamos entre compañías y el 23% a reinversión de utilidades. Entre los anuncios de inversiones realizados en 2012, destacan tres proyectos de importante magnitud. En primer lugar, el grupo IMPSA puso en marcha el proyecto de generación de energía eólica Libertador I en los departamentos de Lavalleja y Maldonado, estimado en 120 millones de dólares, con una capacidad instalada de 50 megavatios. Esta inversión contribuirá a diversificar la matriz energética uruguaya y a reducir su dependencia de la generación hidroeléctrica.
Asimismo, la compañía española Cementos Molins anunció que pondrá en marcha en 2014 una planta de producción de cemento en el Uruguay para abastecer al sur del Brasil, una inversión de 160 millones de dólares que generaría 200 puestos de trabajo directos y 500 de indirectos. Por último, Donald Trump anunció la puesta en marcha de un proyecto por 100 millones de dólares destinados a obras inmobiliarias en Punta del Este. Por otra parte, continúan las discusiones entre organizaciones ambientalistas y funcionarios del Gobierno del Uruguay en torno a la implementación del proyecto Aratirí que, con una inversión prevista de 3.000 millones de dólares, consiste en poner en marcha una mina de hierro de grandes dimensiones y obras de infraestructura que incluyen un puerto de aguas profundas.
La inversión sería realizada por el grupo minero Zamin Ferrous. Actualmente, se están elaborando los estudios del impacto ambiental que tendría el proyecto, los que resultan particularmente importantes por la proximidad con áreas turísticas.

#### Anexo Estadístico
| País    | IED 2011 Entrada | IED 2011 Salida | IED 2012 Entrada | IED 2012 Salida | Stock IED Entrada | Stock IED Salida |
| ------- | ---------------- | --------------- | ---------------- | --------------- | ----------------- | ---------------- |
| Uruguay | 2.505            | -7              | 2.710            | 2               | 15.200            | 345              |

### Inversión Extranjera Directa Venezuela

#### Inversión Extranjera Directa de Entrada
La República Bolivariana de Venezuela recibió 3.216 millones de dólares como IED en 2012, un 15% menos que en 2011. El 56% de esa inversión fue destinada al sector petrolero, en el que se destacaron dos tendencias divergentes según la naturaleza de las empresas: mientras el sector público (empresas estatales) invirtió 2.247 millones de dólares, el sector privado tuvo desinversiones netas por valor de 442 millones de dólares. El resto de la IED se dirigió al sector financiero

#### Anexo Estadístico
| País      | IED 2011 Entrada | IED 2011 Salida | IED 2012 Entrada | IED 2012 Salida | Stock IED Entrada | Stock IED Salida |
| --------- | ---------------- | --------------- | ---------------- | --------------- | ----------------- | ---------------- |
| Venezuela | 3.778            | 1.141           | 3.216            | 2.460           | 49.600            | 21.250           |